# La Caoba (östra Palenque kommun)
La Caoba är en ort i Mexiko.   Den ligger i kommunen Palenque och delstaten Chiapas, i den sydöstra delen av landet, 800 km öster om huvudstaden Mexico City. La Caoba ligger 113 meter över havet och antalet invånare är 221.
Terrängen runt La Caoba är kuperad åt nordväst, men åt sydost är den platt. La Caoba ligger nere i en dal. Runt La Caoba är det ganska glesbefolkat, med 34 invånare per kvadratkilometer. Närmaste större samhälle är El Clavo, 8,6 km norr om La Caoba. Omgivningarna runt La Caoba är en mosaik av jordbruksmark och naturlig växtlighet.